# 藤原亮子
藤原 亮子（ふじわら りょうこ、1917年3月1日 - 1974年1月27日）は昭和期の歌手。

## 経歴
山口県萩市出身。東洋音楽学校本科声楽科卒業。
1937年（昭和12年）、「泣いて居る」でビクターレコードからデビュー。
柴田睦陸との「朝だ元気で」、小畑実との「勘太郎月夜唄」、「婦系図の歌（湯島の白梅）」、「小太刀を使う女」、竹山逸郎との「誰か夢なき」、「月よりの使者」など、男性歌手とのデュエットでヒットを飛ばす。
生涯独身で、晩年は横浜で暮らした。
昭和40年代の懐メロブームの際に再登場し、テレビ番組などで自身のヒット曲を披露していた。その際は、ソロで披露することが多く、特に不仲だったとされる竹山逸郎とは、決してデュエットしなかった。
1974年1月27日、脳出血で死去。56歳没。
2008年8月27日に発売されたビクター・レコーディングズ②にて、彼女にしては非常に珍しい
ソロの作品「矢車草の歌」が収録されている。